# Louis Say (explorateur)
Ne doit pas être confondu avec Louis Say.
Pour les autres membres de la famille, voir Famille Say.
Louis Jean-Baptiste Say (Nantes, 30 janvier 1852 - Port-Say, 3 octobre 1915) est un explorateur français.

## Biographie
Louis Say est le fils de Louis Octave Say (1820-1857), raffineur de sucre, et d'Octavie Étienne (remariée à Eugène Janvier de La Motte), ainsi que le petit-fils des raffineurs de sucre Louis Say (1774-1840) et Jean-Baptiste Étienne (1795-1866).
Enseigne de vaisseau, il est membre en 1876 dans l'expédition de Victor Largeau El Oued-Ghadames. Il reprend en 1877 les routes du sud à partir de Ouargla et s'avance jusqu'à Timassinin en passant par Aïn Taya et El Biodh. Il explore en détail les Gassi, des couloirs naturels qui traversent le Grand Erg.
En 1886, il mène une expéditions dans la région d'Oudjda et des Beni-Snassen. 
Fondateur de Port-Say en 1905 en Algérie, il y meurt en 1915.
Il est fait chevalier de la Légion d'honneur le 12 juillet 1908.

## Travaux
- Afrique du Nord et politique coloniale, notes et croquis d'un officier de marine, 1886
- Frontières du Maroc, mission Say, Le Monde illustré, 1887, p. 303
- La frontière du Maroc, Oujda, les Beni-Snassen, l'oued Kra et la Moulouya, Bulletin de la Société de géographie commerciale, 1888, p. 528-536